# Pietro Belluschi
Pietro Belluschi (Ancona, 18 de agosto de 1899-Portland, 14 de febrero de 1994) fue un arquitecto italiano, que trabajó en Estados Unidos. Fue un líder del Movimiento Moderno y diseñó más de 1000 edificios. Logró una reputación nacional en unos 20 años, en gran parte por su Commonwealth Building revestido de aluminio de 1947. En 1951 fue nombrado decano de la Escuela de Arquitectura y Planificación del Instituto de Tecnología de Massachusetts, donde se desempeñó hasta 1965, también trabajó como colaborador y consultor de diseño para muchas comisiones de alto perfil, el más famoso el Edificio de la PanAm de 1963. Ganó la Medalla de Oro del American Institute of Architects en 1972.

## Infancia y formación
Pietro Belluschi nació en Ancona, Italia, en 1899. Creció en Italia y sirvió en las fuerzas armadas italianas durante la Primera Guerra Mundial, cuando Italia se alió con Gran Bretaña, Francia y más tarde Estados Unidos. Sirviendo en el ejército luchó contra los austriacos en las batallas de Caporetto y Vittorio Veneto. Después de la guerra, Belluschi estudió en la Universidad de Roma y se licenció en ingeniería civil en 1922.
Se trasladó a los Estados Unidos en 1923, a pesar de que no hablaba inglés, y terminó su educación—como estudiante de intercambio en una beca en la Universidad de Cornell con un segundo grado en ingeniería civil. En lugar de regresar a Italia, trabajó brevemente como ingeniero de minas en Idaho ganando 5 dólares al día, pero luego se unió a la oficina de arquitectura de A. E. Doyle en Portland, viviendo en Goose Hollow. Permaneció en América, ya que amigos en Italia le habían advertido de no regresar a casa debido a la subida al poder de Benito Mussolini y a los Fascistas del gobierno.

## Carrera
La carrera arquitectónica de Belluschi comenzó como dibujante en la oficina de Doyle, donde Belluschi destacó rápidamente y pronto se convirtió en jefe de diseño. Después de que Doyle muriera en 1928, la empresa lo asoció en 1933. Para 1943, Belluschi había asumido el control de la empresa al comprar su participación a todos los demás socios y estaba practicando bajo su propio nombre.
En 1951, Belluschi se convirtió en Decano de la escuela de arquitectura y planificación en el Instituto de Tecnología de Massachusetts, una posición que ocupó hasta 1965. Cuando aceptó el puesto de decano y se mudó a Massachusetts, transfirió su oficina en Portland a la firma de arquitectura Skidmore, Owings y Merrill. La medida redujo su ingreso anual de 150.000 dólares a un salario de 15.000, pero fue motivado por preocupaciones de salud atribuibles a las largas horas de gestión de su oficina mientras aún diseñaba edificios.
Belluschi emergió como líder en el desarrollo de la arquitectura moderna estadounidense, con el diseño de varios edificios que reflejan la influencia del estilo internacional y su conciencia de las oportunidades tecnológicas de los nuevos materiales. El más importante fue el Edificio Equitable (1944–47) en Portland, Oregón: un bloque de oficinas con estructura de hormigón revestido de aluminio, y considerado el primer edificio de oficinas con un entorno completamente cerrado y con aire acondicionado.
Las iglesias y residencias de Belluschi diferían de sus obras comerciales. Aunque son de diseño moderno, encajan en el desarrollo del lenguaje moderno regional del noroeste del Pacífico, ya que utilizan con frecuencia materiales regionales (en particular la madera) y, a menudo, se integran con sus entornos suburbanos o rurales.

## Premios y honores
Belluschi fue elegido miembro de la Academia Americana de las Artes y las Ciencias en 1952. En 1953 fue elegido para la Academia Nacional de Diseño como miembro asociado, y se convirtió en un miembro de pleno derecho en 1957. Se desempeñó como funcionario nombrado por el presidente de los Estados Unidos de la Comisión de Bellas Artes, de 1950 a 1955. Formó parte del Instituto Americano de Arquitectos (AIA), y fue galardonado con su AIA, Medalla de Oro, el máximo galardón otorgado por el instituto, en 1972. Fue galardonado con la Medalla Nacional de las Artes por el Fondo Nacional de las Artes en 1991 por su vida de logros. Belluschi fue en el jurado que seleccionó el diseño ganador para el Vietnam Veterans Memorial en Washington D. C.

## Obras
Los diseños de Belluschi  incluyen:
- Pacific Telephone and Telegraph Company Building, southern addition, Portland,[9] 1926
- Pacific Building, Portland, 1926
- Public Service Building, Portland, 1927
- Belluschi Building, Portland Art Museum (NRHP), 1932
- Guardians' Lodge (1929), Kiwanis Lodge (1931), Uncle Toby's Story House (1932), and Blue Wing Lodge (1936), Camp Namanu, Sandy, Oregon
- Northrup Library (now T. J. Day Hall) at Linfield University, McMinnville, 1936[10]
- Library Building (now Smullin Hall) at Willamette University, Salem,[11] 1938
- St. Thomas More Catholic Church, Portland, 1940
- Peter Kerr House, Gearhart, Oregon,[12] 1941
- Chapel, River View Cemetery, Portland, 1942
- Korten Music Store, Longview, Washington, 1946
- Sweeney, Straub and Dimm Printing Plant, Portland (NRHP), 1946
- Emmanuel Lutheran Church, Longview, Washington, 1946
- Burkes House, Portland, 1947
- Oregonian Building, Portland,[9][13] 1947
- Baxter Hall and Collins Hall, Willamette University, Salem,[11] 1947
- Charles and Blanche Sprague Weekend House, also known as Thetford Lodge, Little North Santiam River, Oregon, 1947
- Psychology Building, Reed College, Portland, 1947–1948
- Breitenbush Hall, Oregon State Hospital, Salem (NRHP), 1948 (demolished 2017)[9]
- Equitable Building, Portland, 1948
- First Presbyterian Church, Cottage Grove, Oregon (NRHP), 1948
- Percy L. Menefee Ranch House, Yamhill, Oregon, 1948[8]
- Sacred Heart Church, Lake Oswego, Oregon, 1949
- Zion Lutheran Church, Portland (NRHP), 1950
- Federal Reserve Bank of San Francisco, Portland Branch,[9] 1950
- Central Lutheran Church, Portland,[14] 1951
- St. Philip Neri Catholic Church, Portland, 1952
- Tucker Maxon School,[15] Portland, 1953
- YWCA building, Salem,[16] 1954
- Marion County Courthouse and World War II Memorial, Salem,[17] 1954
- Trinity Lutheran Church, Walnut Creek, California, 1954[18]
- Temple Israel, Swampcott, Massachusetts, 1953-1956
- First Lutheran Church, Boston, 1954–1957
- Cedar Lane Unitarian Universalist Church, Bethesda, Maryland, 1955
- Temple Adath Israel of the Main Line, with Charles Frederick Wise, Merion, Pensilvania, 1956–1957
- Church of the Redeemer (Baltimore), 1958[19][20]
- Bennington College Library, Bennington, Vermont, 1957–1958
- Central Lutheran Church, Eugene, Oregon,[21] 1959
- Temple B'rith Kodesh, Rochester, New York, 1959–1963
- Goucher College Center, Towson, Maryland, 1960[20][22]
- Trinity Episcopal Church, Concord, Massachusetts, dedicated October 6, 1963
- First Methodist Church, Duluth, Minnesota, 1962–1969
- El Alice Tully Hall en el Juilliard School dentro del Lincoln Center, New York City, 1963–1969
- Pan Am Building, Belluschi y Walter Gropius comno consultores de Emery Roth & Sons, New York City, 1963
- Rohm and Haas Corporate Headquarters, with George M. Ewing Co., Filadelfia, Pensilvania, 1964
- Church of the Christian Union, Rockford, Illinois, 1964-1965[23]
- Hoffman Columbia Plaza, now Unitus Plaza, Portland, 1966
- Immanuel Lutheran Church, Silverton, Oregon, 1966
- Saint Joseph's Roman Catholic Church, Roseburg, Oregon, 1968[24]
- 555 California Street, as consultant to Wurster, Benardi and Emmons y Skidmore, Owings and Merrill, San Francisco, 1969
- One Boston Place, with Emery Roth & Sons, Boston, 1970
- Tower Square, also known as BayState West, with Eduardo Catalano, Springfield, Massachusetts, 1970
- University of Virginia School of Architecture, 1970
- Woodbrook Baptist Church, Towson, Maryland, 1970[20][25]
- Catedral de Santa María de la Asunción de San Francisco, San Francisco (collaborating with Pier Luigi Nervi and others), 1971
- Clark Art Institute, with The Architects Collaborative, Williamstown, Massachusetts, 1973
- 100 East Pratt Street, with Emery Roth & Sons, Baltimore, 1975
- Joseph Meyerhoff Symphony Hall, Baltimore, 1978–1982
- Louise M. Davies Symphony Hall, with Skidmore, Owings and Merrill, San Francisco, 1980
- One Financial Center, Boston, 1983
- US Bancorp Tower, as consultant to Skidmore, Owings and Merrill, Portland, 1983
- Chapel of Christ the Teacher, University of Portland,[26] 1986
- United Hebrew Congregation, Chesterfield, Misuri, 1986–1989
- Murray Hills Christian Church, Beaverton, Oregon (1987–89)[27]
- Centennial Tower and Wheeler Sports Center, George Fox University,[28][29] McMinnville, Oregon, 1991
- Portsmouth Abbey School campus, Portsmouth, Rhode Island; Belluschi diseñó 14 de los 27 edificios del campus entre 1960 y 1991

## Galería

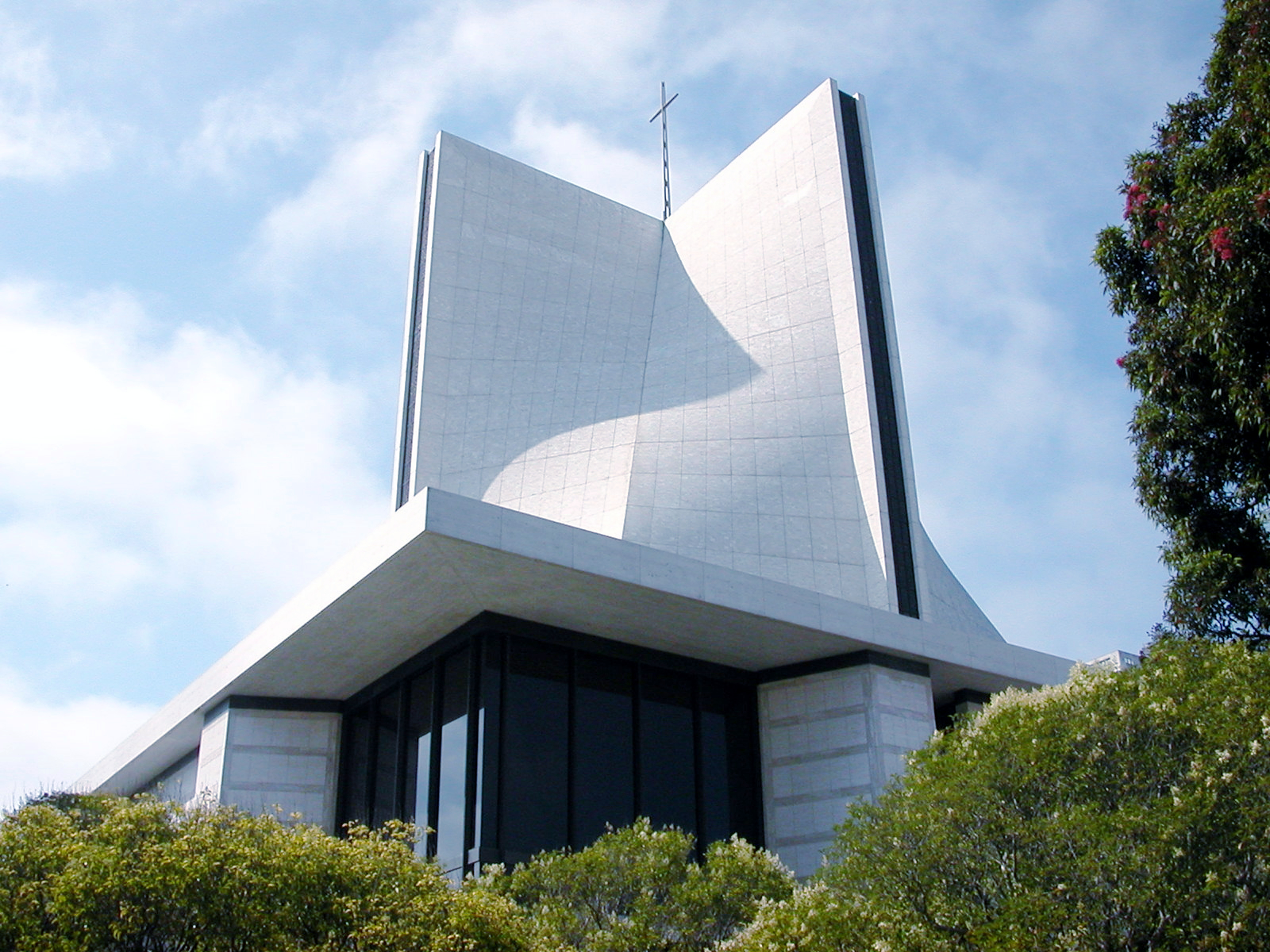
Catedral de Santa María de la Asunción de San Francisco en San Francisco
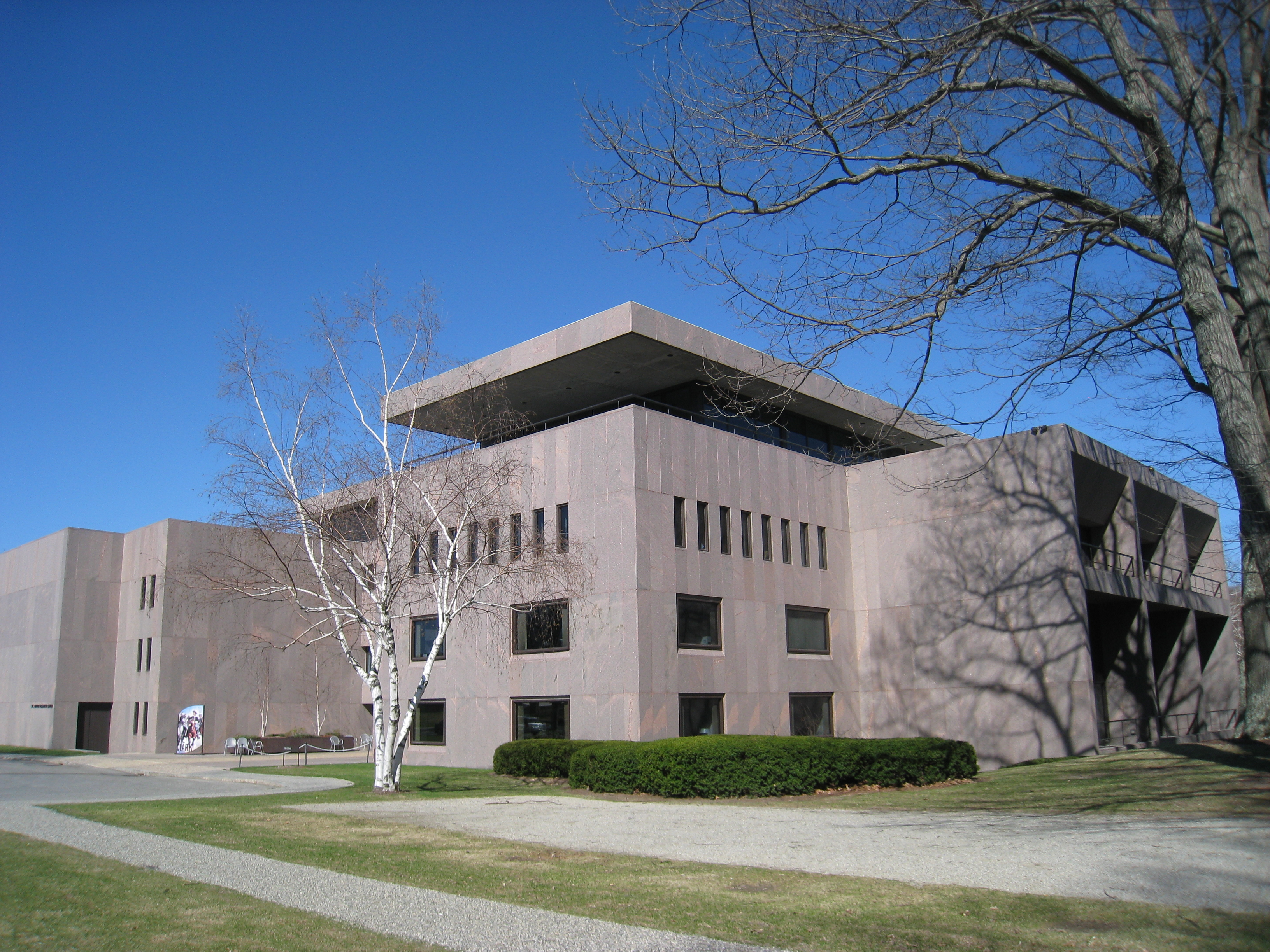
Clark Art Institute, Williamstown
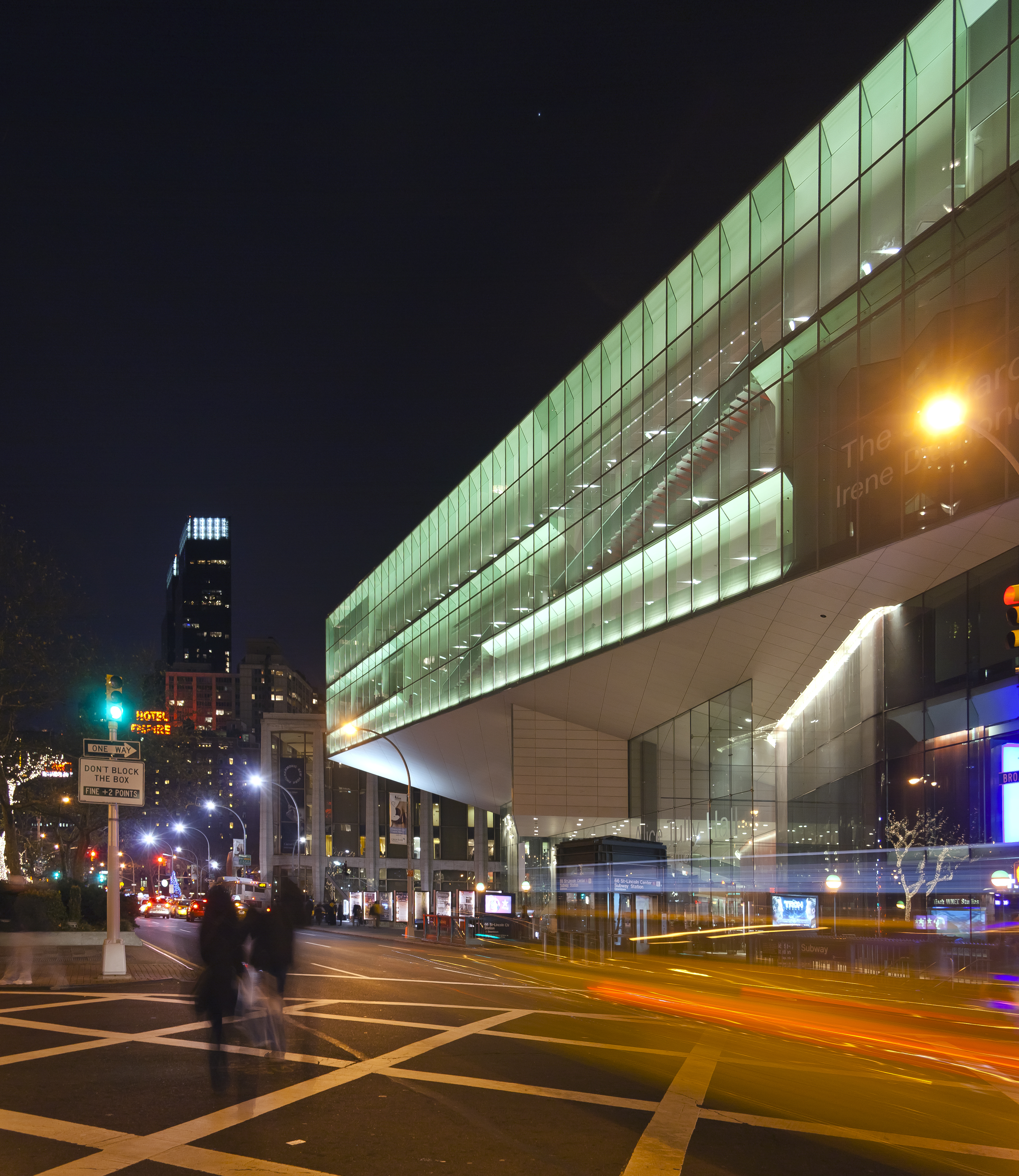
El Alice Tully Hall del Lincoln Center
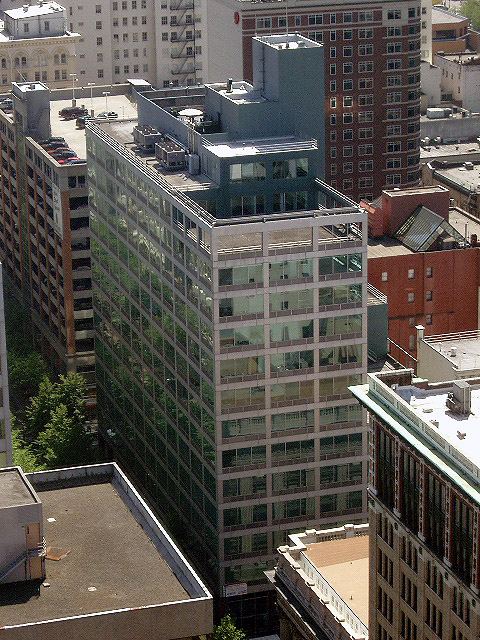
Commonwealth Building en Portland
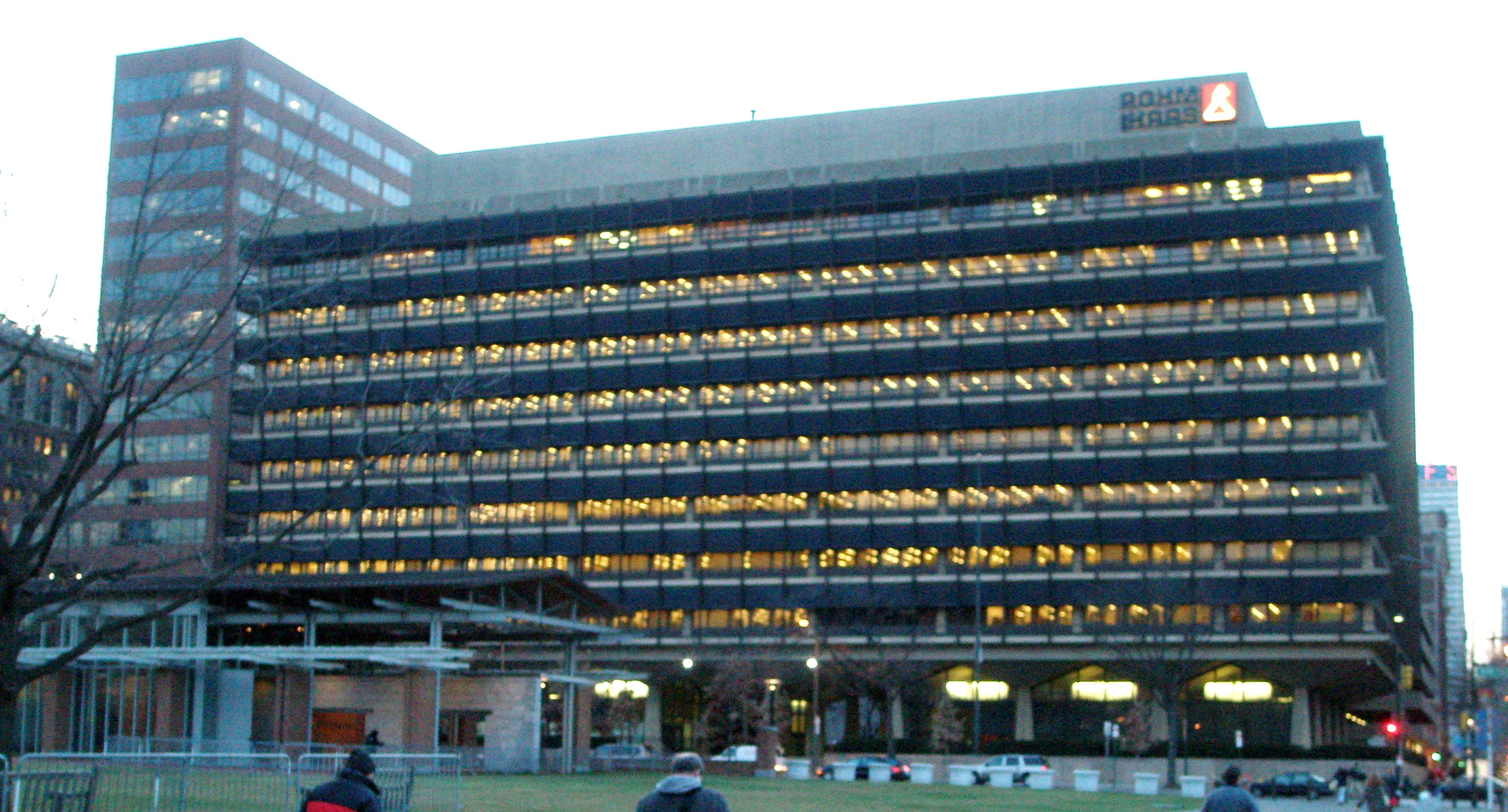
Rohm and Haas Corporate Headquarters
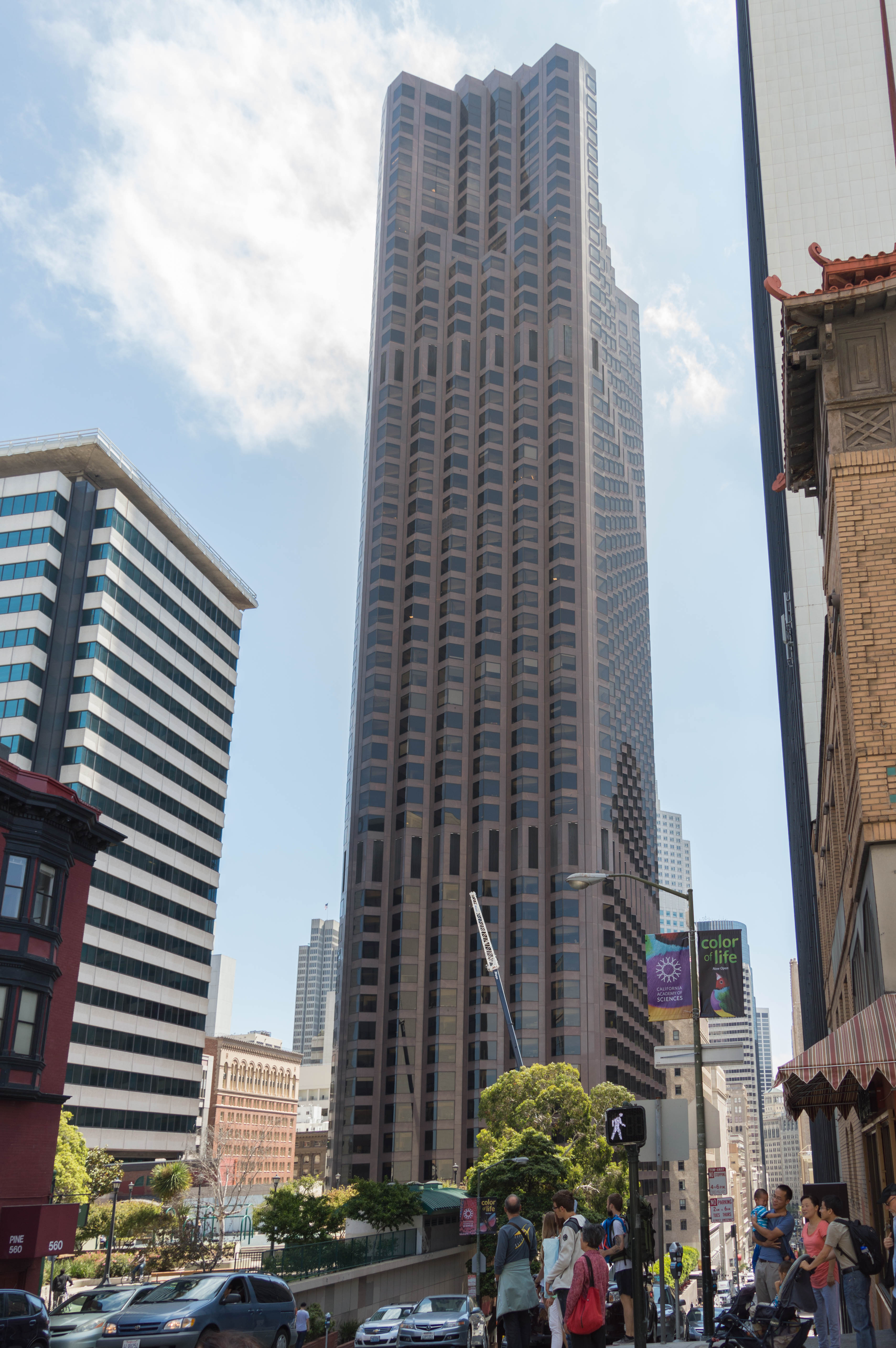
555 California Street, San Francisco
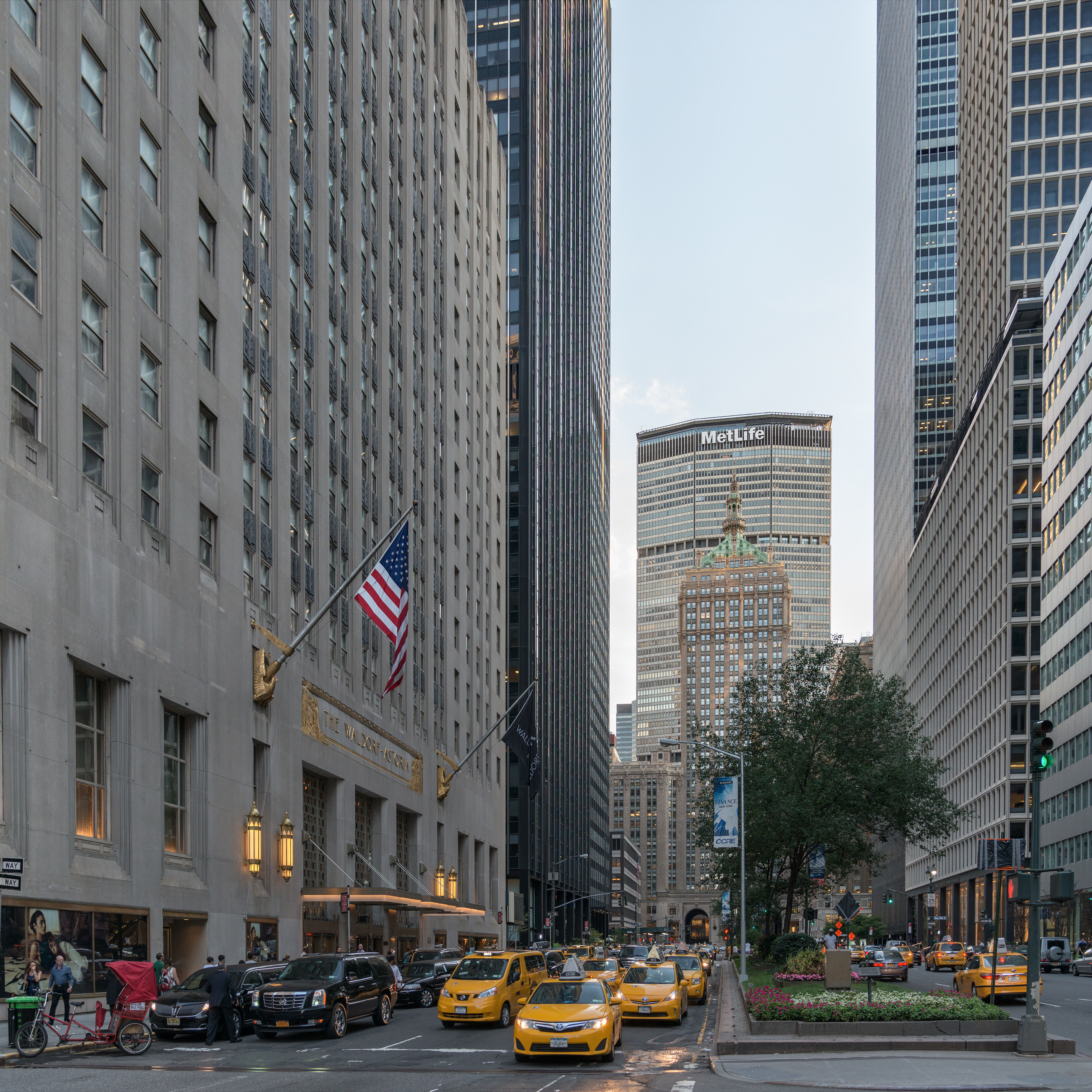
MetLife Building - Nueva York